# Стешенко-Куфтіна Валентина Костянтинівна
Стешенко-Куфтіна Валентина Костянтинівна (20 січня (2 лютого) 1904, Лебедин Харківської губ. — 26 серпня 1953, Лієлупе (Юрмала)) — видатна українська піаністка першої половини XX століття, фольклорист та музичний діяч.

## Біографія
У 1923 році закінчила Київську консерваторію за класом фортепіано Фелікса Блуменфельда, у 1925–1935 роках викладала у студії при консерваторії.
Концертувала у Києві, Москві і Ленінграді (1924–1930 роки).
Починаючи з 1928 року збирала і вивчала музичний фольклор; учасниця фольклорних експедицій на Керченський півострів, Далекий Схід, до Північної Осетії і Грузії.
У 1930–1933 роках — разом із чоловіком, археологом Борисом Куфтіним, що був репресований — на засланні у селі Кубенське Вологодської області, де керує хором у клубі.
У 1933–1952 роках — у Грузії, де з 1935 року викладає спеціальне фортепіано в Тбіліській державній консерваторії (з 1942 року — професор, у 1947–1950 роках — завідувачка кафедри фортепіано, також читає курс лекцій з історії та теорії піанизму).
З 1935 року — науковий співробітник етнографічного відділення Державного музею Грузії.
У 1936 році концертом «Фольклорний жанр у сучасній музиці» поновлює свою виконавську діяльність.
Розквіт виконавської творчості піаністки припав на 1938–1951 роки. У цей період Стешенко-Куфтіна виступає переважно у Тбілісі, виконуючи твори Й. С. Баха, Моцарта, Бетховена, Шуберта, Шопена, Брамса, Рахманінова, Скрябіна, Прокоф'єва. Її високохудожнє виконання здобуло великого визнання публіки. Гру Стешенко-Куфтіної високо цінували Генріх Нейгауз та Святослав Ріхтер.
У 1952 році часово викладає у Київській консерваторії.
Серед відомих учнів — Всеволод Воробйов, Марина Натішвілі, Хана Май, Емма Файнштейн, Борис Юшанцев, Людмила Піралішвілі.
Є першою виконавицею творів Б. М. Лятошинського у 1920-ті роки, які вона виконувала «із зворушуючою силою художньої переконливості» (І. Ф. Белза). Їй Лятошинский присвятив свою Сонату № 1 op. 13 (1924).

## Твори
- О грузинском хоре // Музыка и революция, М., 1929, № 7–8;
- Элементы музыкальной культуры палеазиатов и тунгусов // Этнография, М., 1930, кн. 11, № 3;
- Древнейшие инструментальные основы грузинской народной музыки, т. 1. Флейта Пана, Тбілісі, 1936;
- О концерте 5-го марта Брамс В–dur — С. Рихтер // Науковий вісник Національної музичної академії України імені П. І. Чайковського. 2013. Вип. 101. — С. 213–219.
- Дневники исполнительского самопознания, К., 2015 — 648 с. ISBN 978-0-692-59539-8